# 约翰·弗朗茨·恩克
约翰·弗朗茨·恩克（德語：Johann Franz Encke，1791年9月23日—1865年8月26日），德國天文學家，出生在漢堡，數學家高斯的學生之一，曾經計算過彗星的週期，這顆彗星後來被命名為恩克彗星，也是已知公轉週期最短的彗星之一。